# رود 96
رود 96 (بالإنجليزية: Road 96)‏ هي لعبة مغامرات من تطوير ونشر شركة ديجيكس آرت الفرنسية، صدرت اللعبة في 16 أغسطس 2021 وهي متوفرة على منصات مايكروسوفت ويندوز، نينتندو سويتش، بلاي ستيشن 4، بلاي ستيشن 5، إكس بوكس ون وإكس بوكس سيريس إكس وسيريس إس.